# Sibylle Obenaus
Sibylle Obenaus, geb. Werner (* 30. August 1934; † 8. April 2020) war  eine deutsche Historikerin und Autorin.
Obenaus wurde 1965 mit einer Arbeit über Adolf Müllner und das Literaturblatt 1820–1825. Ein Beitrag zum literarischen Leben der Restaurationsepoche an der Georg-August-Universität Göttingen promoviert.
Sie arbeitete auf dem Gebiet der Zeitschriftenforschung. Darüber hinaus hat sie die Geschichte einer ganzen Reihe jüdischer Gemeinden in Niedersachsen erforscht und die Ergebnisse dargestellt.
Sie war mit dem Historiker Herbert Obenaus (1931–2021) verheiratet.

## Schriften
- Die deutschen allgemeinen kritischen Zeitschriften in der ersten Hälfte des 19. Jahrhunderts. Entwurf einer Gesamtdarstellung. Buchhändler-Vereinigung, Frankfurt am Main 1973.
- Literarische und politische Zeitschriften, 1830–1848. Metzler, Stuttgart 1986 (= Sammlung Metzler, 225), ISBN 3-476-10225-4.
- Literarische und politische Zeitschriften, 1848–1880. Metzler, Stuttgart 1987 (= Sammlung Metzler, 229), ISBN 3-476-10229-7.
- mit Heinz Lutter: Hochschulstudium ohne Reifezeugnis. Die schriftliche Prüfung im allgemeinen Teil. Eine gutachterliche Stellungnahme und 75 Prüfungstexte aus sechs Hochschulen, Landesverband der Volkshochschulen Niedersachsens, Hannover 1984.
- (Hrsg.) „Schreiben, wie es wirklich war ...“. Die Aufzeichnungen Karl Dürkefäldens aus der Zeit des Nationalsozialismus. Niedersächsische Landeszentrale für Politische Bildung, Hannover 1995.
- mit Karl H. Ahrens, Annika Hillmann, Lino Klevesath: Eingebunden in das Bündel des Lebens. Dokumentation des jüdischen Friedhofs und Geschichte der jüdischen Gemeinde in Winsen an der Luhe. Heimat- und Museumsverein Winsen (Luhe), 2011.